# Pektoralkordel

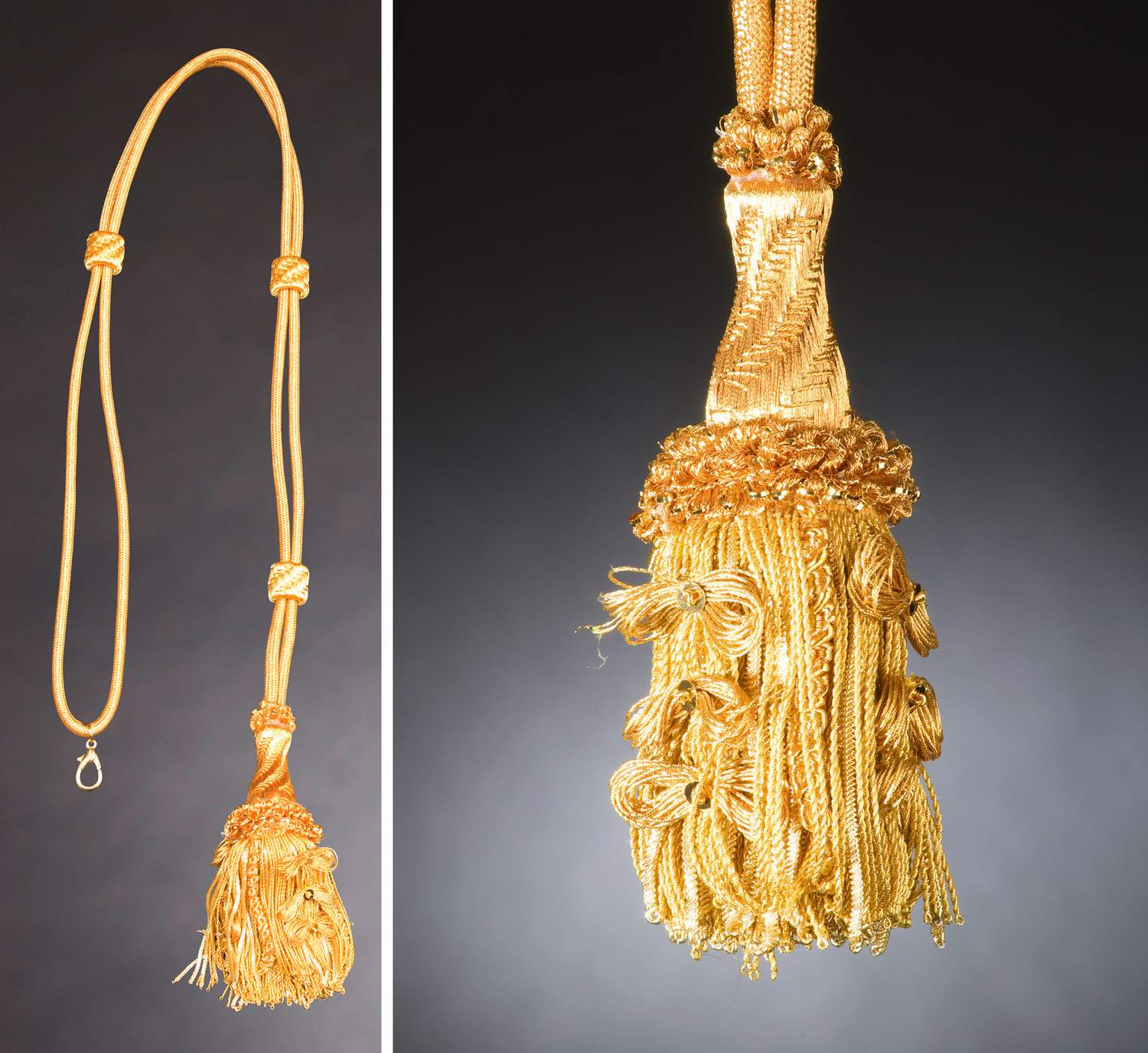
Päpstliche Pektoralkordel

Eine Pektoralkordel oder Pektoralschnur dient der Befestigung des Brustkreuzes (Pektorale) von hohen Würdenträgern der römisch-katholischen und orthodoxen Kirche.
In der lateinischen Kirche wird sie je nach Rang in verschiedenen Farben getragen: 
- Abt: schwarz-golden,
- Bischof oder Erzbischof: grün-golden,
- Kardinal: rot-golden,
- Papst: golden.

In den orthodoxen Kirchen tragen alle Patriarchen unabhängig von ihrem Rang eine goldene Pektoralschnur.
Die Pektoralschnur hängt zu beiden Seiten über den Schultern. Sie läuft auf der Brust des Trägers zusammen, wo an einem Haken das Pektorale eingehängt wird. Am Ende des über dem Rücken verlaufenden Schnurendes befindet sich eine Quaste. Damit das Pektorale nicht verrutscht, sind insgesamt drei „Feststeller“ angebracht: einer hinten am Hals, einer vor dem Hals und der dritte ein kleines Stück über dem Pektorale.